# Tracheplexia schista
Tracheplexia schista är en fjärilsart som beskrevs av Fletcher 1961. Tracheplexia schista ingår i släktet Tracheplexia och familjen nattflyn. Inga underarter finns listade i Catalogue of Life.